# Machina
Eksperimentalni projekat Machina je osnovan 2004. godine u Lajpcigu, Nemačka. Osnivači i jedina dva člana su Toni Mahagoni i Edvard Vulgarius, obojica rođeni u Tuzli. Veoma rano su počeli da sviraju i muzikom se bave preko petnaest godina. Mahagoni je prvobitno bio deo Parricide/Perryside, a Vulgarius Remembrance-a.
U decembru 1994. napuštaju rodnu grudu i odlaze u Nemačku. U Lajpcigu, Mahagoni i Vulgarius, nastavljaju put teškog tona i cinične reči. Njih dvojica počinju 1996. zajedno snimati improvizacije (muzika i tekst se intuitivno snimaju u to vreme) pod nazivom Skandal. Rezultat ovog "rada" su 4 kasete, koje su među poštovaocima njihovog zvuka veoma cenjene.
Machina je sinteza različitih muzičkih elemenata i stilova, a ujedno i svesno odbijanje ovisnosti o jednom muzičkom pravcu. Osnovni cilj je postaviti slušaoca u nezgodan polozaj u kojem mora aktivno sudelovati. Machina ne servira gotov proizvod nego postavlja pitanja i prenosi (dez)informacije. 
Njihov prvi album Sad ili Nikad, karakteriše izrazito mračan zvuk, postapokaliptična atmosfera i filozofski tekstovi. Centralna tema prvog albuma je čovek, individua koja se kroz "Diktaturu Kolektiva" sve više odvaja od svega sto je čini individuom. Na albumu se nalaze sledeće pesme:
1. Antihrist
2. Apokalipsa
3. Defekt
4. Želja iza molitve
5. Kuga
6. Hranimo se krvlju tvoje majke
7. Ljubav
8. Puna šuma leševa
9. Svi smo bog
10. Ecce homo
11. Hibridicus Balcanicus
12. Krv i med
13. Naprijed!!!
14. Leptir u kavezu
15. Baraka
16. Nakhla

Osim zvaničnog izdanja imaju i nekoliko demo snimaka među kojima u i Gerila, Istina, Kuća straha, Epos o Marini... 
2007. godine izdaju drugi album pod nazivom Drugi. Na albumu se nalazi 27 pesama, različitih muzičkih stilova i karakterističnih ciničnih, sarkastičnih i filozofskih tekstova. Kao gosti na albumu pojavljuju se hip-hoper Sabnack ("Filter"), Johannes Raschpichler (piano), Ambrosius (bas gitara) i Hari Krvnik (vokal, "Močvara ljubavi"). 
Oba albuma su dostupna za download besplatno na zvaničnoj stranici grupe.

## Spoljašnje veze
- Zvanična stranica Machine
- Muzika Machine na MySpace-u
- Intervju na Pionirovom glasniku
- Recenzija albuma "Drugi" na terapija.net